# Sanderson (Familienname)
Sanderson ist ein Familienname.

## Namensträger
- Alex Sanderson (* 1979), englischer Rugby-Union-Spieler
- Amy Sanderson (1876–1931), schottisch-britische Suffragette
- Anne Cobden-Sanderson (1853–1926), britische Suffragette
- Brandon Sanderson (* 1975), US-amerikanischer Schriftsteller
- Cael Sanderson (* 1979), US-amerikanischer Ringer
- Charles Sanderson, Baron Sanderson of Bowden (* 1933), britischer Politiker, Unternehmer und Wirtschaftsmanager
- David Sanderson (1960–2024), Kameramann und Drehbuchautor
- Derek Sanderson (* 1946), kanadischer Eishockeyspieler
- Donald Sanderson (1935–2020), britischer Radrennfahrer
- Ezra Dwight Sanderson (1878–1944), US-amerikanischer Soziologe
- Fred Sanderson  (1872–1928), US-amerikanischer Tennisspieler
- Fred Hugo Sanderson (1914–2010), deutsch-US-amerikanischer Ökonom und NS-Gegner
- Geoff Sanderson (* 1972), kanadischer Eishockeyspieler
- Grant Sanderson (* 1997), Mathematik-Youtuber, siehe 3Blue1Brown
- Harold Sanderson (1859–1932), britischer Reeder der Titanic und Unternehmer
- Ivan T. Sanderson (1911–1973), schottischer Schriftsteller
- Jake Sanderson (* 2002), US-amerikanischer Eishockeyspieler
- Janet A. Sanderson (* 1955), amerikanische Diplomatin
- Jim Sanderson, US-amerikanischer Mathematiker und Ökologe
- Job Sanderson, Filmtechniker
- John Pease Sanderson (1816–1871), US-amerikanischer Politiker
- John Scott Burdon-Sanderson (1828–1905), britischer Physiologe
- Lianne Sanderson (* 1988), englische Fußballspielerin
- Lillian Sanderson (1866–1947), US-amerikanische Konzertsängerin
- Martyn Sanderson (1938–2009), neuseeländischer Schauspieler, Regisseur und Drehbuchautor
- Mike Sanderson (* 1971), neuseeländischer Segler und Segelmacher
- Mildred Sanderson (1889–1914), US-amerikanische Mathematikerin
- Nicholas Sanderson (* 1984), australischer Radrennfahrer
- Nicole Sanderson (* 1976), australische Beachvolleyballspielerin
- Ninian Sanderson (1925–1985), britischer Autorennfahrer
- Pat Sanderson (* 1977), britischer Rugbyspieler
- Richard Sanderson (* 1953), schottischer Sänger
- Robert Thomas Sanderson (1912–1989), US-amerikanischer Chemiker
- Ronald Sanderson (1876–1918), britischer Ruderer
- Rupert Sanderson (* 1966), britischer Schuhdesigner
- Scott Sanderson (1956–2019), US-amerikanischer Baseballspieler
- Sibyl Sanderson (1865–1903), US-amerikanische Opernsängerin
- Terry Sanderson (1946–2022), britischer Säkularist, Autor und Aktivist der Homosexuellenbewegung
- Tessa Sanderson (* 1956), britische Speerwerferin und Olympiasiegerin
- Thomas Sanderson, 1. Baron Sanderson (1841–1923), britischer Diplomat und Politiker
- Thomas Cobden-Sanderson (1840–1922), britischer Buchbinder, Drucker und Künstler
- Wayne Sanderson, kanadischer Snookerspieler
- Will Sanderson (* 1980), kanadischer Schauspieler
- William Sanderson (* 1944), US-amerikanischer Schauspieler